# Boeing 747-400
Boeing 747-400 — одна из модификаций Boeing 747, четырёхдвигательный реактивный двухпалубный широкофюзеляжный самолёт, производимый компанией «Boeing Commercial Airplanes». Серия −400 стала самой продаваемой модификацией успешного семейства 747. Основным отличием от других моделей 747 являются законцовки крыла, хотя модификация −400D их лишена. В зависимости от модификации самолёт может перевозить до 624 пассажиров и иметь дальность до 14 200 км.
747-400 является предпоследней версией самолёта Boeing 747, на смену которой пришла более экономичная и технологичная модификация Boeing 747-8. Последний произведённый 747-400 был поставлен заказчику в декабре 2009 года.

## Разработка

### Предпосылки

Boeing 747-400 в трёх проекциях

Представленный в 1970 году, Boeing 747 пользовался огромным успехом как у авиакомпаний, так и у пассажиров. Будучи первым в мире широкофюзеляжным авиалайнером, Boeing 747 произвёл революцию в авиаперевозках и позволил компании-производителю занять доминирующее положение в производстве и проектировании пассажирских авиалайнеров. В 1980 году компания «Boeing» представила новейший Boeing 747-300, самый крупный на тот момент вариант с повышенной пассажировместимостью. Этого удалось добиться за счёт удлинённой верхней палубы (англ. stretched upper deck, SUD), предлагавшейся по заказу для Boeing 747-200 и ставшей стандартным решением в новой модели. Верхняя палуба стала вдвое длиннее, чем на Boeing 747 первых модификаций (-SP, -100 и -200). Однако, помимо возросшей вместимости, Boeing 747-300 не стал шагом вперёд ни по дальности полёта, ни по технологическому оснащению кабины пилотов, ни по технологии производства. При этом он становился всё более дорогим в эксплуатации, по большей части из-за устаревших систем управления, экипажа из трёх человек и растущих цен на топливо.
В 1982 году «Boeing» представил два новых, параллельно разрабатывавшихся самолёта — Boeing 757 и 767, имевших «стеклянную» кабину с двумя пилотами, новые двигатели и инновационные материалы. Подобные технологии были заложены и в запущенных в то же время широкофюзеляжных самолётах конкурентов, в частности, Airbus A340 и McDonnell Douglas MD-11.
На тот момент общее число заказов на варианты 747-100, −200 и −300 (совместно именуемые «классическими») доходило до 700 штук, однако динамика новых заказов заметно снизилась. Появление модификации 747-300 не замедлило падение интереса к этой модели. Опасаясь дальнейшего усиления конкуренции со стороны готовящихся к производству более современных самолётов конкурентов (MD-11, Airbus A330 и A340), Boeing был вынужден начать более серьёзную модернизацию самого большого пассажирского самолёта в мире.
В начале 1984 года компания выделила пять основных направлений модернизации Boeing 747: новые технологии, улучшенный салон, увеличение дальности приблизительно на 2000 км, более экономичные двигатели и снижение эксплуатационных расходов на 10 %. В сентябре 1984 года на авиасалоне в Фарнборо Boeing объявил о начале работ над новейшей модификацией модели 747, названной «Advanced Series 300» («усовершенствованная модификация 300»). 22 октября 1985 г. программа была запущена официально; первым заказчиком стала авиакомпания Northwest Airlines, заключившая контракт на поставку 10 самолётов. Несколько месяцев спустя о заказах на новый Boeing 747-400 объявили Cathay Pacific, KLM, Lufthansa, Singapore Airlines и British Airways, за которыми последовали United Airlines, Air France и Japan Airlines.

### Проектирование
Семь заказчиков 747-400 — British Airways, Cathay Pacific, KLM, Lufthansa, Northwest Airlines, Qantas и Singapore Airlines — сформировали консультативную группу для участия в процессе проектирования нового самолёта. Несмотря на планы по внедрению новых технологий, изначально Boeing хотел ограничиться минимальными изменениями в конструкции для снижения затрат на разработку и поддержания однотипности с существующими моделями. Однако консультативная группа настаивала на более радикальных изменениях, в частности, на «стеклянной кабине» с двумя пилотами. В результате появился компромиссный вариант, сочетающий компьютерные системы и дисплеи, заимствованные из проектов 757 и 767, и системы (к примеру, автопилот), перенесённые с предыдущих модификаций.

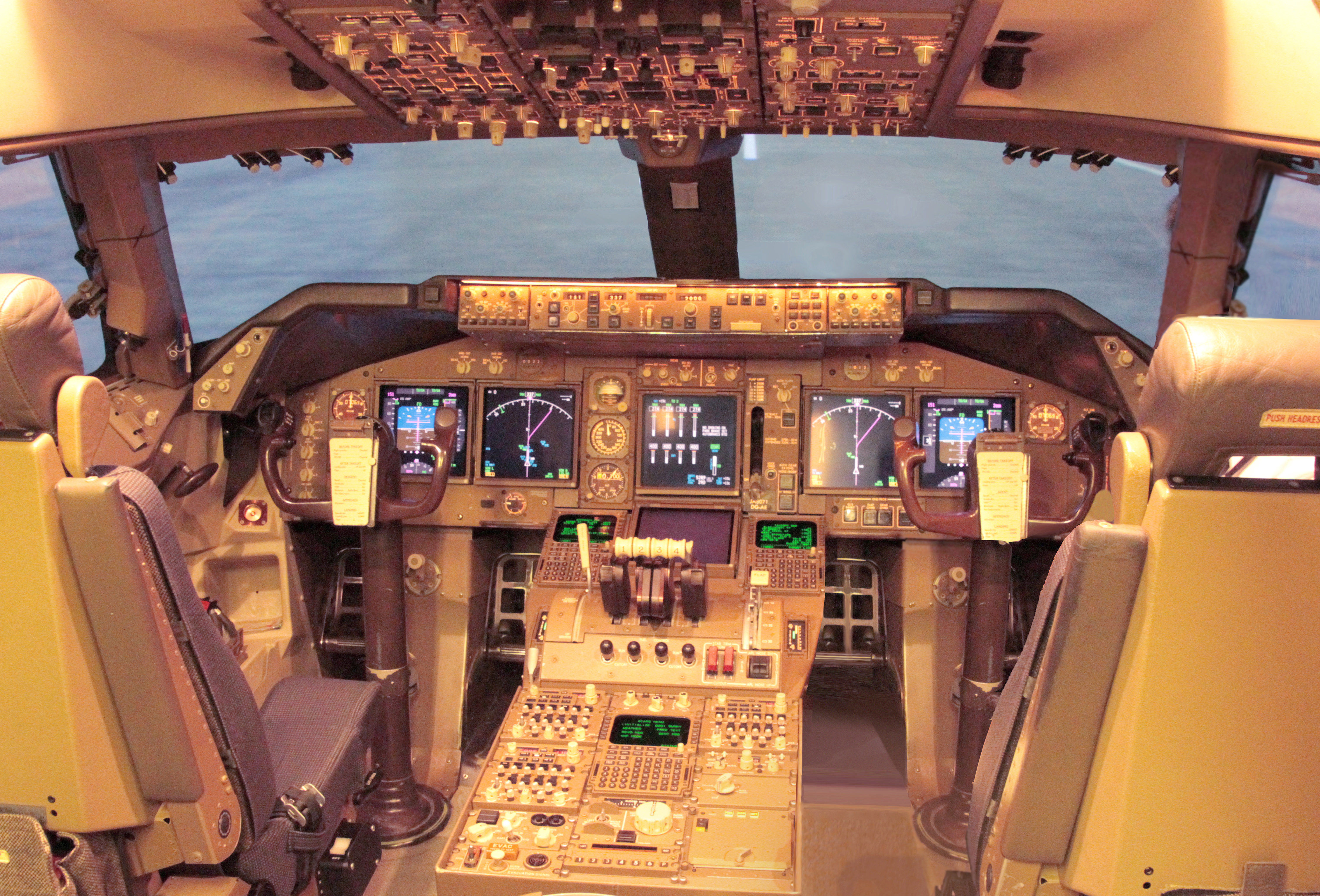
Модернизированная «стеклянная» кабина Boeing 747-400

По сравнению с 747-300, 747-400 получил удлинённые на 1,8 м крылья, законцовки крыла и «стеклянную» кабину, которая позволила отказаться от бортинженера. 747-400, в отличие от версии −300, имеет топливный бак объёмом 12 000 л в горизонтальном стабилизаторе, более экономичные двигатели с большим запасом тяги, полностью новый интерьер, улучшенную аэродинамику фюзеляжа и крыльев и обновлённую развлекательную систему для пассажиров. Так же как 747-300, пассажирская версия 747-400 имеет удлинённую верхнюю палубу (stretched upper deck, SUD) в стандартной комплектации. Верхняя палуба почти вдвое длиннее, чем у первых 747, у которых удлинённая верхняя палуба была применена в качестве дополнительной опции для трёх японских 747-100SR(SUD) и предлагалась в качестве модернизации для действующих самолётов. Размах крыла стал больше, однако, благодаря использованию композитных материалов и алюминиевых сплавов, общий вес крыльев не увеличился.
Новая модель получила двигатели Pratt & Whitney PW4056, General Electric CF6-80C2B1F и Rolls-Royce RB211-524G/H, отличавшиеся повышенной тягой и меньшим расходом топлива и оснащавшиеся цифровой системой управления двигателем FADEC.

### Производство и испытания
Окончательная сборка первого Boeing 747-400 началась на заводе Boeing в Эверетте в сентябре 1987 г. Более 50% компонентов были собраны сторонними подрядчиками: основные структурные компоненты, гондолы двигателей и подсобранные узлы поставлялись компанией Northrop, лонжероны и шпангоуты верхней части фюзеляжа производила Daewoo. Сборка первого самолёта с двигателями PW4056 была начата в конце 1987 года и продолжалась зимой 1988-го.
Выкатка первого 747-400 состоялась 26 января 1988 г. К тому моменту компания получила более 100 заказов на новую модель. Первый полёт новой машины состоялся 29 апреля 1988 года под управлением экипажа пилота-испытателя Джемса Лёша (англ. James Loesch) и второго пилота Кеннета Хиггинса (англ. Kenneth Higgins), полёт продолжался 2 часа 26 минут. В программе испытаний участвовали первые четыре собранных самолёта, на один больше, чем требуется для сертификации трёх вариантов двигателей. Один самолёт был оснащён двигателями CF6-80C2B1F, один — двигателями RB21-524G/H, а остальные два — двигателями PW4056, при этом четвёртый самолёт был резервным.
Сертификат лётной годности FAA был получен 10 января 1989 г. с двигателями Pratt & Whitney PW4000, 18 мая 1989 г. — с двигателями General Electric CF6-80C2 и 8 июня 1989 г. — с двигателями Rolls-Royce RB211-524G. Первый 747-400 был передан головному заказчику Northwest Airlines 26 января 1989 г. и был введён в эксплуатацию 9 февраля на рейсе Миннеаполис — Финикс.

### Дальнейшие разработки
Дальнемагистральный грузовой самолёт (ERF) был введён в эксплуатацию в октябре 2002 г. А в следующем месяце дальнемагистральная пассажирская версия (ER) была введена в эксплуатацию компанией Qantas, единственным заказчиком пассажирской версии 747-400ER. Qantas использует эти самолёты на маршрутах Мельбурн—Лос-Анджелес и Сидней—Сан-Франциско, большая протяжённость которых не позволяет использовать модель 747-400.
Позднее был представлен обновлённый интерьер Boeing Signature Interior для модели 747-400, который предлагался либо в качестве замены интерьера на существующих 747-400, либо в качестве заказного оборудования для более новых 747-400. Например, четыре новейших Boeing 747-400 China Airlines (бортовые номера B-1821x), которые также являются последними построенными 747-400, были на заводе оборудованы интерьерами Boeing Signature Interior. Один из этих самолётов (B-18210) имел комбинированную раскраску — хвост China Airlines и фирменную раскраску фюзеляжа Boeing.
В попытках найти более экологичное и экономичное топливо некоторые авиакомпании рассматривают возможность использования топлива, извлекаемого из растения ятрофа. Air New Zealand произвела первый коммерческий полёт с использованием топлива, полученного из ятрофы — один из двигателей самолёта 747-400 использовал в качестве топлива смесь из 50 % масла ятрофы и 50 % авиационного топлива в течение двух часов полёта, пока инженеры собирали данные. Авиакомпания Continental Airlines 7 января 2009 г. проводила испытания подобного топлива на одном из своих самолётов. Ятрофу легко выращивать, она требует минимального полива и удобрения и даёт большое количество масла.

### Особенности конструкции
Как и на всех модификациях Boeing 747, для возможной замены двигателей в удалённых аэропортах на Boeing 747-400 предусмотрена возможность доставки двигателя на внешней подвеске. Дополнительная точка крепления расположена под крылом между двигателем № 2 (ближний к фюзеляжу слева) и фюзеляжем. Таким образом, Boeing 747 может лететь с пятью закреплёнными на нём двигателями (запасной двигатель при этом не работает).
Штатные пассажирские двери на Boeing 747 имеют режим вентиляции салона в полёте. В случае сильного задымления экипаж, снизившись до безопасной высоты, имеет возможность с помощью электропривода приоткрыть левые переднюю и заднюю двери для проветривания салона. Этот способ устранения задымления был применён после катастрофы 747-200 South African Airways.

## Варианты

### 747-400

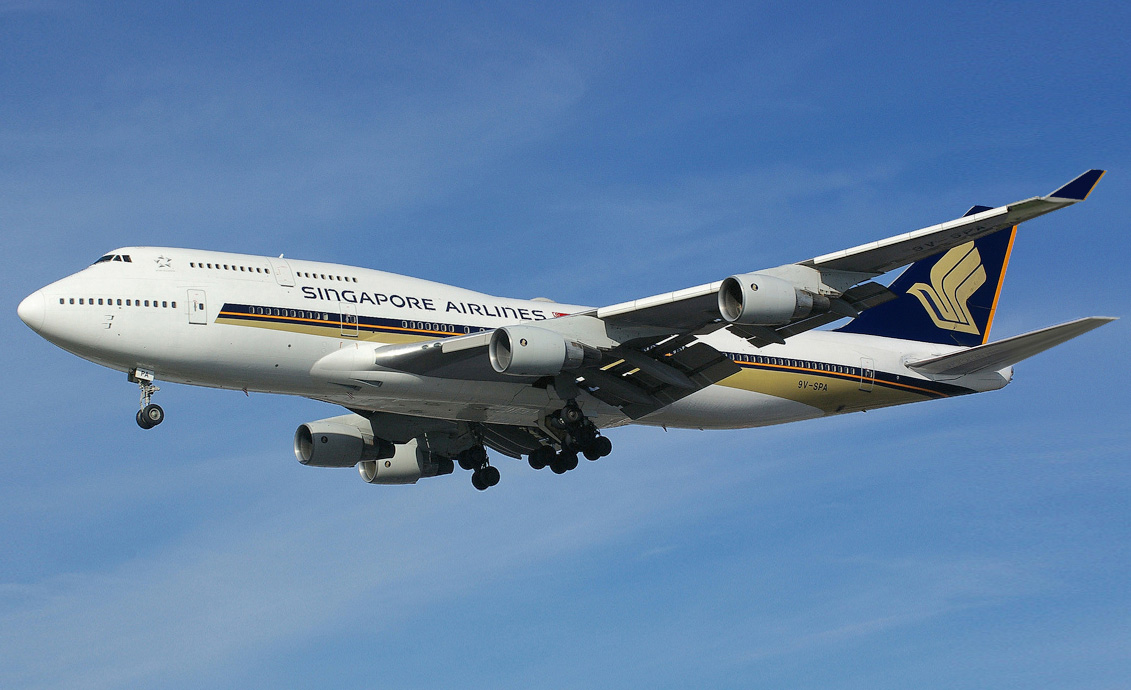
747-412 Singapore Airlines

747-400 является улучшенной версией модели 747-300 и имеет больший размах крыла, законцовки крыла, модернизированные двигатели и «стеклянную» кабину, позволившую отказаться от бортинженера. Пассажирская версия 747-400 имеет удлинённую верхнюю палубу (SUD), как у 747-300, в стандартной комплектации.
В 1989 году 747-400 авиакомпании Qantas пролетел от Лондона до Сиднея (18 001 км) за 20 часов 9 минут, что стало рекордом дальности для коммерческих авиалайнеров. Полёт являлся техническим для доставки самолёта заказчику — пассажиров и груза на борту не было.
Производство пассажирской версии 747-400 официально закончилось 15 марта 2007 года. Последние четыре заказа на 747-400 авиакомпании Philippine Airlines были отменены (вместо них авиакомпания заказала 777-300ER).
Последним заказчиком 747-400 в ноябре 2002 г. стала авиакомпания China Airlines, которой в апреле 2005 г. были поставлены последние собранные пассажирские 747-400. Последний самолёт имел порядковый номер 1358 (серийный номер MSN33737, бортовой B-18215). 
В сентябре 2024 года авиакомпания «Россия», на хранении которой находятся двухпалубные самолёты Boeing-747-400, возобновила перелёты на двух бортах, хотя в 2022 году перевозчик собирался прекратить их эксплуатацию. Тогда же появилась информация о возможном возвращении самолётов на регулярные пассажирские рейсы в летнем летном расписании следующего года. В апреле 2025 года лайнер «Петропавловск-Камчатский» прибыл в калининградский аэропорт «Храброво».

### 747-400F

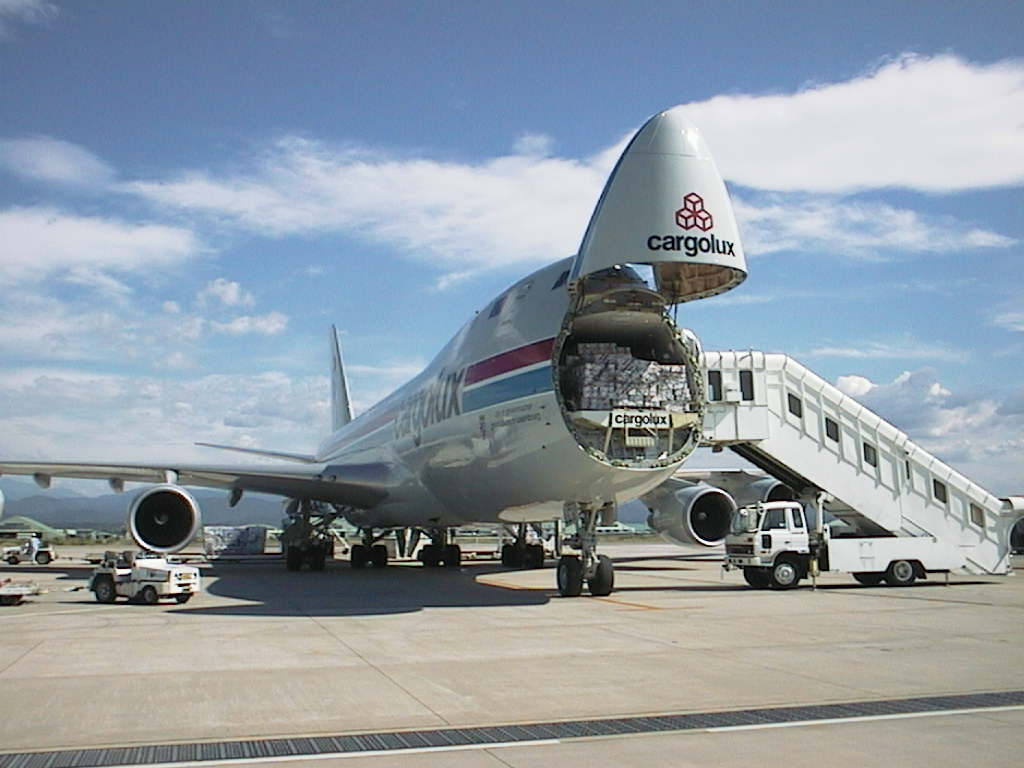
747-400F авиакомпании Cargolux

747-400F (Freighter — «грузовой») является грузовой версией, в основу которой лёг фюзеляж модели 747-200F. Первый полёт этой модификации состоялся 4 мая 1993 года, авиакомпания Cargolux 17 ноября 1993 года впервые ввела самолёт в эксплуатацию. Крупными заказчиками модификации являются Atlas Air, Cargolux, China Airlines, Korean Air, Nippon Cargo Airlines, Polar Air Cargo и Singapore Airlines. 747-400F можно легко отличить от пассажирской версии по меньшему размеру «горба» верхней палубы.
747-400F оснащён носовым люком на главной палубе и механизированной системой погрузки. Носовой люк открывается вверх, позволяя загружать поддоны и контейнеры длиной до 40 футов (12 метров) непосредственно в грузовой трюм с помощью самоходных тележек. Устанавливаемый по заказу боковой грузовой люк (как на модели 747-400M (Combi)) позволяет загружать более высокие грузовые модули.
Всего Boeing передал заказчикам 126 самолётов 747-400F, исполнив все заказы. Последний Boeing 747−400F был передан Nippon Cargo Airlines.

### 747-400M

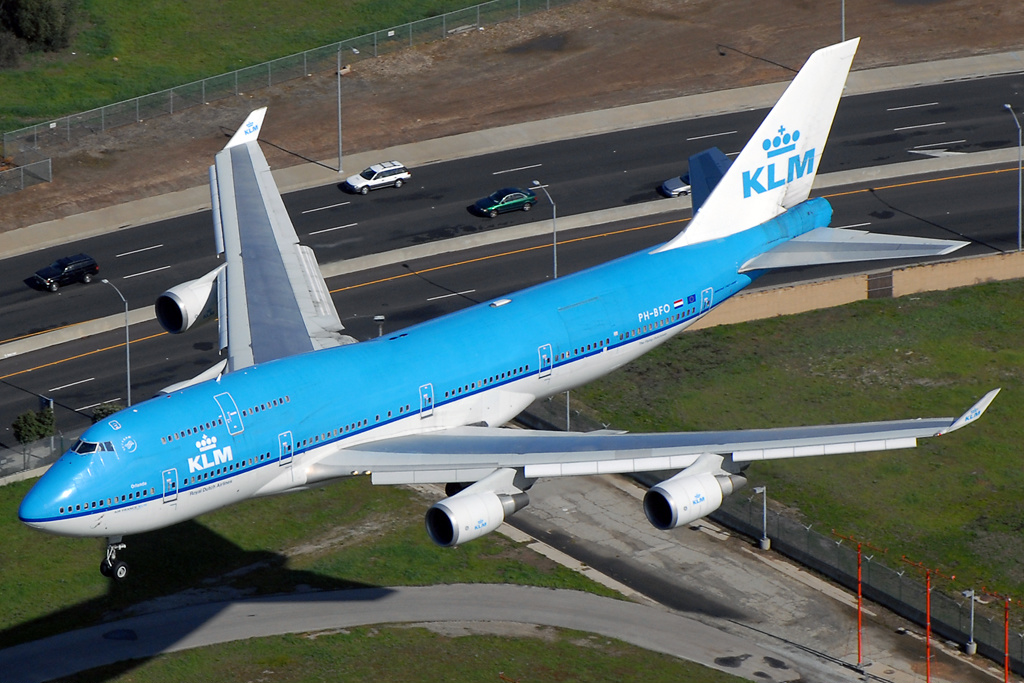
747-400M авиакомпании KLM

747-400M (конвертируемый вариант «Combi») впервые поднялся в воздух 30 июня 1989 года и был введён в эксплуатацию авиакомпанией KLM 12 сентября того же года. 747-400M оборудован большим грузовым люком в задней части фюзеляжа. Последний 747-400M был передан авиакомпании KLM 10 апреля 2002 года.

### 747-400D

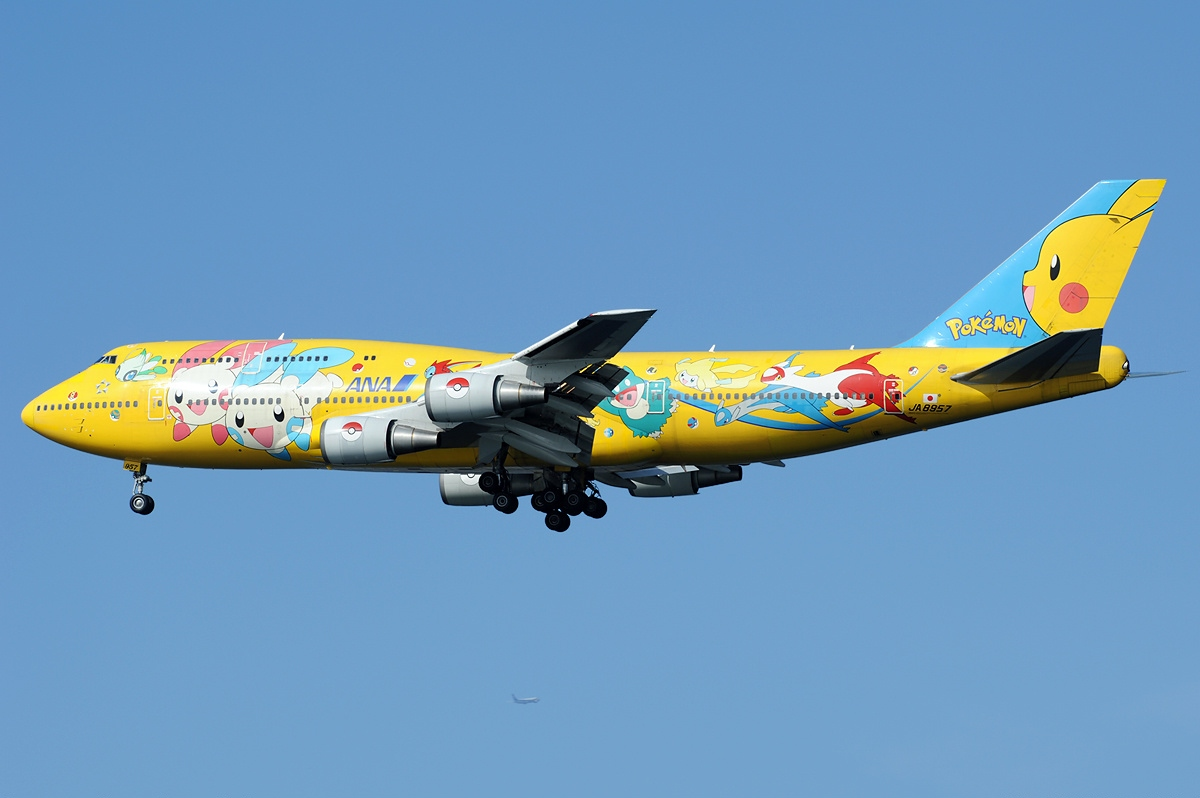
747-400D авиакомпании All Nippon Airways

747-400D («Domestic» — «для внутренних перевозок») является многоместной моделью, разработанной для коротких внутренних рейсов японских авиакомпаний. Самолёт вмещает до 568 пассажиров в 2-классной конфигурации либо 660 пассажиров в одноклассной конфигурации. 747-400D не имеет удлинённых крыльев и законцовок крыла, устанавливаемых на другие варианты. Преимущества законцовок нивелируются на коротких маршрутах. 747-400D может при необходимости быть конвертирован в дальнемагистральную версию. 747-400D также отличается от обычных самолётов серии 400 большим количеством иллюминаторов по обеим сторонам верхней палубы. Это позволяет установить больше кресел по всей длине верхней палубы, там, где на обычных самолётах установлена кухня.
Первый полёт 747-400 Domestic состоялся 18 марта 1991 году. Ввод в эксплуатацию 22 октября 1991 года, Japan Airlines. Последний экземпляр был передан All Nippon Airways в декабре 1995 г. По состоянию на 2015 год, в эксплуатации не осталось ни одного экземпляра Boeing 747-400D. В 2009 — 2011 годах все самолёты этой модификации были выведены из парка Japan Airlines, а в марте 2014 года прекратила использование последних четырёх 747-400 Domestic авиакомпания All Nippon Airways.

### 747-400ER

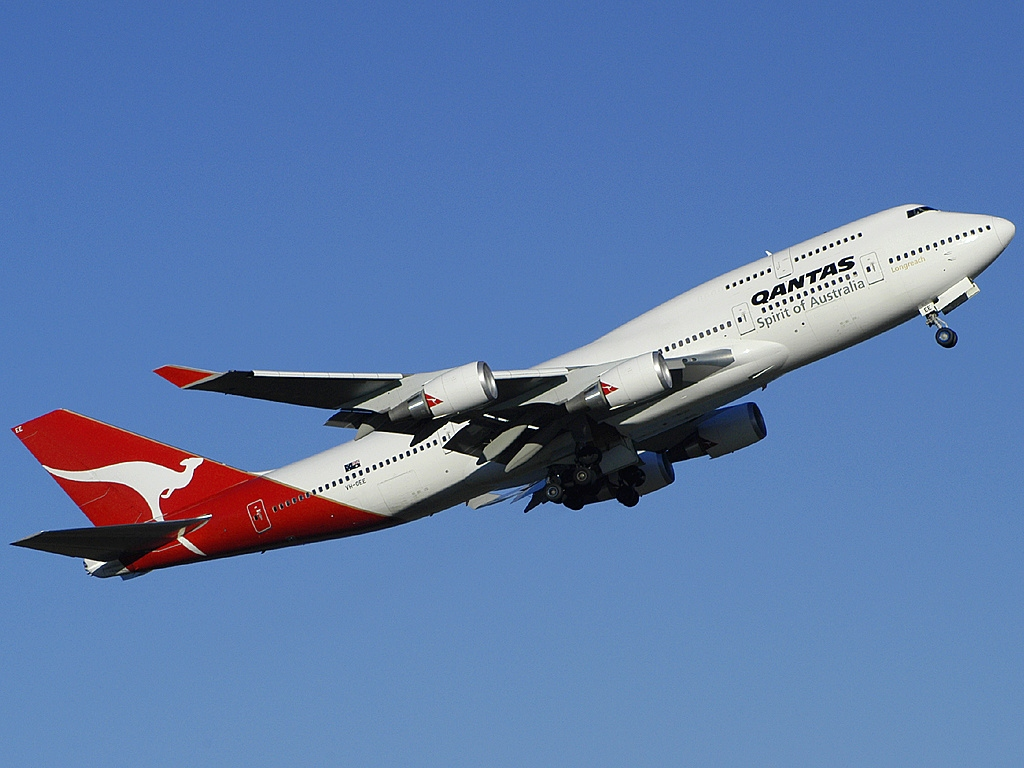
747-400ER авиакомпании Qantas

Проект 747-400ER (Extended Range — «повышенная дальность») был запущен 28 ноября 2000 года после получения заказа от авиакомпании Qantas на шесть самолётов. Этот заказ стал единственным заказом на пассажирскую версию. 747-400ER имеет большую на 805 км дальность либо на 6800 кг большую грузоподъёмность. Qantas получила первый 747-400ER 31 октября 2002 г.
В переднем грузовом отсеке 747-400ER могут устанавливаться дополнительные топливные баки (один или два бака объёмом 12 264 л). Баки, производимые компанией Marshall Aerospace, имеют инновационную сотовую конструкцию, позволяющую получить высокое соотношение объём-вес. Подобная технология используется при изготовлении внутренних топливных баков для самолётов 777-200LR и P-8A Poseidon.

### 747-400ERF

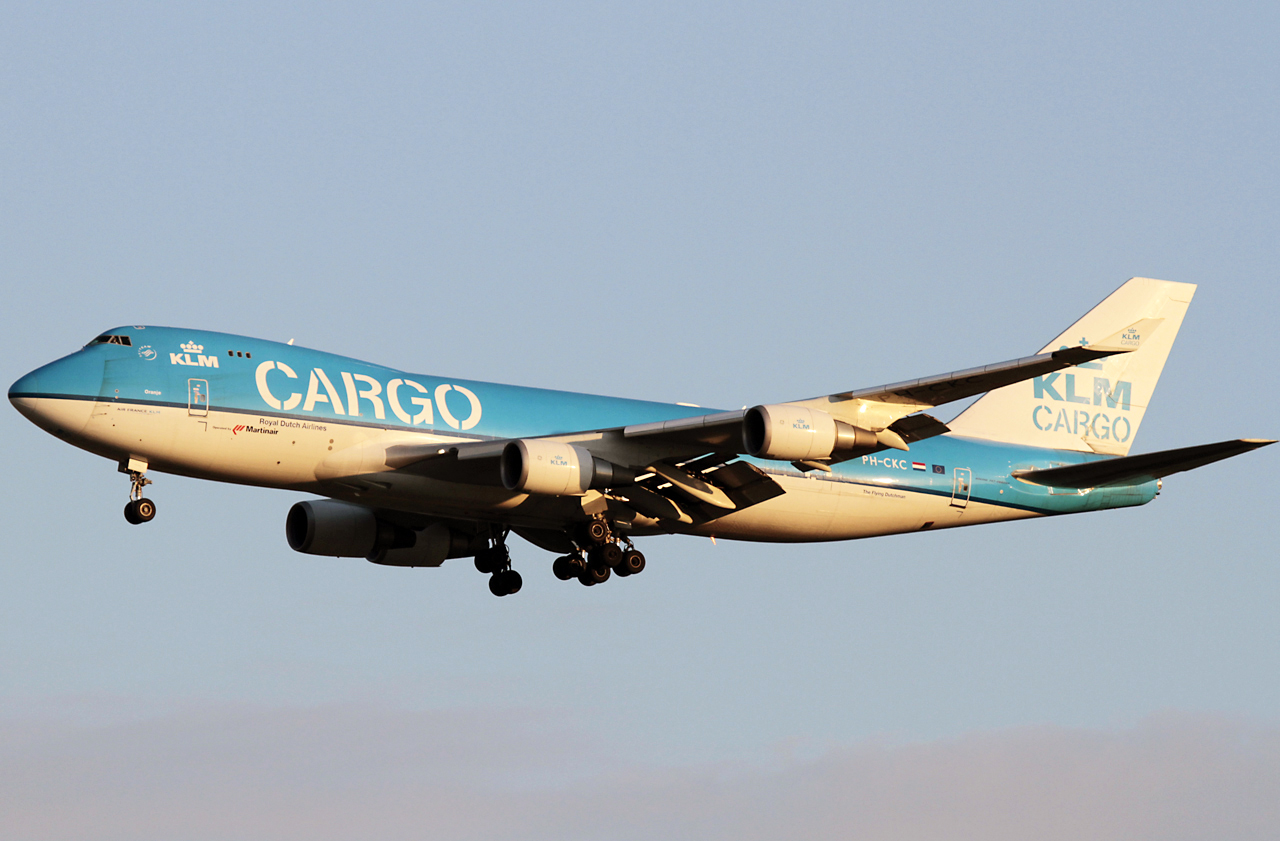
747-400ERF авиакомпании KLM Cargo

747-400ERF (ER Freighter — «грузовой, повышенной дальности») является грузовой модификацией модели 747-400ER, проект которой был запущен 30 апреля 2001 года. 747-400ERF идентичен 747-400F, за исключением увеличенного максимального взлётного веса, что позволяет авиакомпаниям перевозить больше груза. В отличие от 747-400F на эту модификацию не устанавливаются дополнительные топливные баки.
Первый 747-400ERF был передан авиакомпании Air France (через лизинговую компанию ILFC) 17 октября 2002 г. 747-400ERF имеет «максимальный взлётный вес» 412 769 кг и максимальную полезную нагрузку 112 760 кг. Он позволяет авиакомпаниям выбирать между дополнительными 9980 кг груза по сравнению с грузовой модификацией 747-400 и дополнительными 972 км дальности. Самолёт имеет максимальную дальность 9200 км (на 525 км больше, чем другие грузовые модификации 747-400), более прочные фюзеляж, шасси и части крыла, а также новые шины большей размерности.
Boeing поставил 40 Boeing 747-400ERF. На 2009 год все заказы были выполнены. Последний 747-400ERF был поставлен 22 декабря 2009 года. Новый грузовой самолёт 747-8 Freighter будет иметь большую полезную нагрузку, но меньшую дальность, чем 747-400ERF.

### Программы конверсии пассажирских 747-400 в грузовые

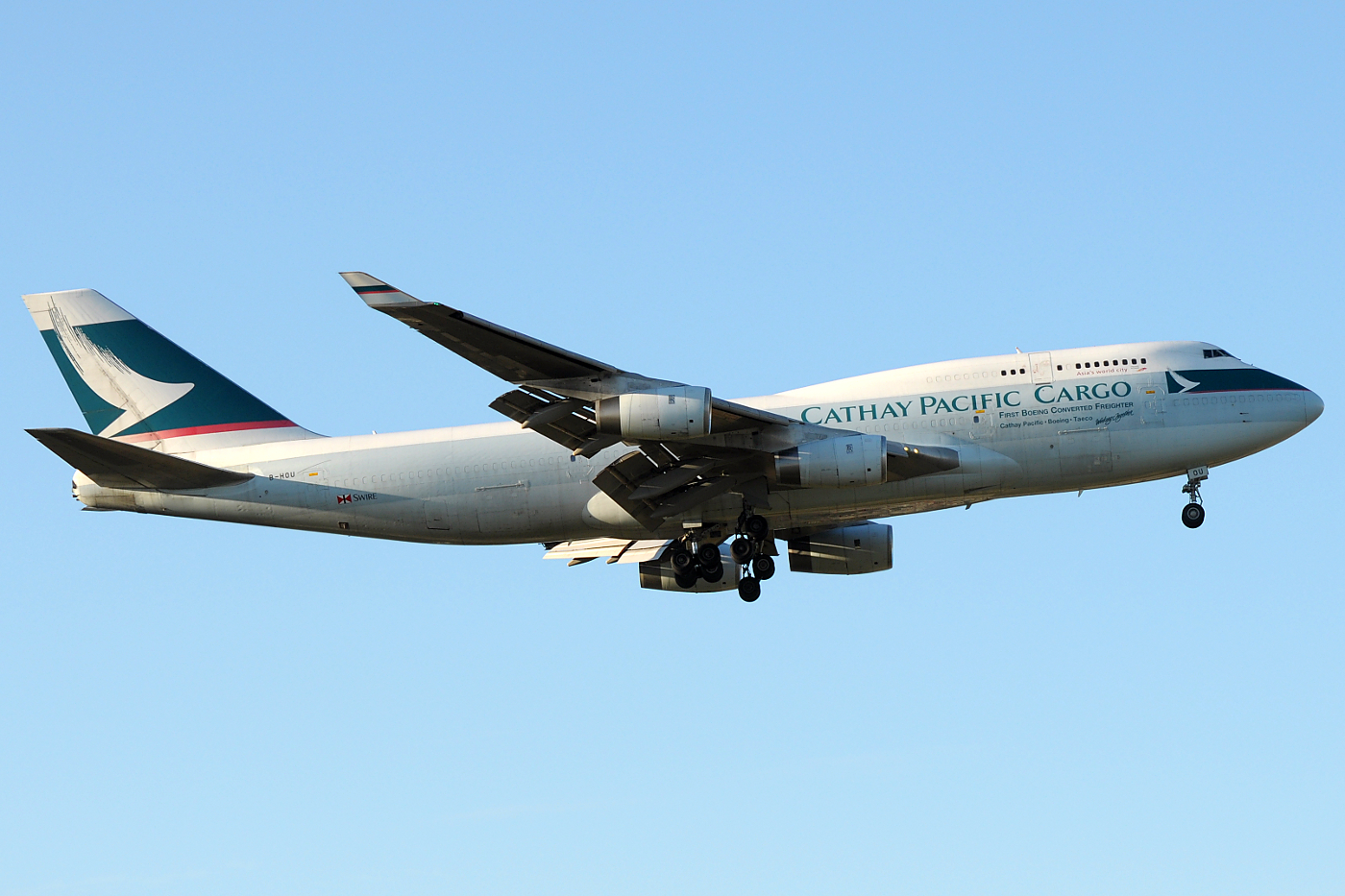
Первый Boeing Converted Freighter (BCF) заходит на посадку во Франкфурте-на-Майне

747-400BCF (Boeing Converted Freighter — «грузовой самолёт, конвертированный компанией Boeing»), ранее известный под обозначением 747-400SF (Special Freighter — «специальный грузовой самолёт»), является программой конверсии стандартных пассажирских модификаций 747-400. Проект был запущен в 2004 г. и осуществляется одобренными подрядчиками, такими как TAECO, KAL Aerospace и SIA Engineering. Первый Boeing 747-400BCF был передан авиакомпании Cathay Pacific Cargo и введён в эксплуатацию 19 декабря 2005 г.
747-400BDSF (Bedek Special Freighter — «специальный грузовой самолёт Bedek») является ещё одним проектом конверсии пассажирских самолётов, осуществляемым компанией Israel Aerospace Industries (IAI). Первый 747-400BDSF был передан авиакомпании Air China Cargo.

### 747 Large Cargo Freighter

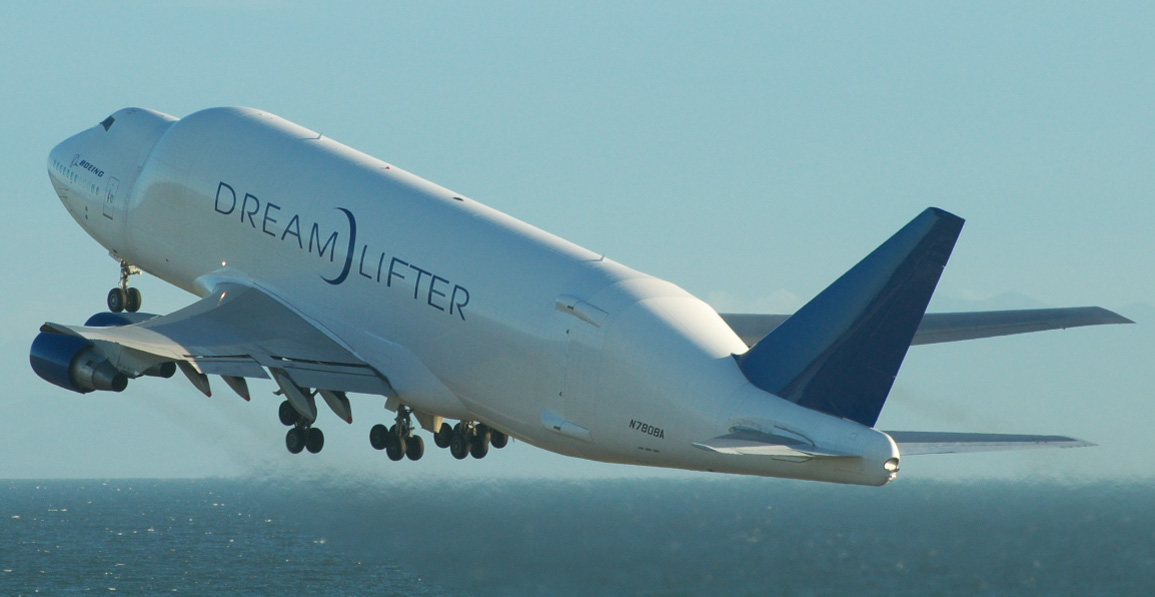
747 LCF «Dreamlifter»

В октябре 2003 г. «Boeing» объявил, что в связи с большим затратами времени на морские перевозки для транспортировки частей Boeing 787 будет использоваться воздушный транспорт. Для этой цели несколько бывших в эксплуатации самолётов 747-400 были конвертированы в нестандартный «Large Cargo Freighter» (LCF), предназначенный для перевозки частей перспективного лайнера на завод в г. Эверетт для окончательной сборки. LCF имеет раздутый фюзеляж, подобный Super Guppy или Airbus Beluga, используемых для перевозки крыльев и секций фюзеляжа. Конверсионный проект, разработанный инженерами компании в сотрудничестве с испанской компанией Gamesa Aeronáutica, реализуется на Тайване подразделением компании Evergreen Group. Boeing приобрёл четыре бывших в эксплуатации самолёта и переоборудовал их. Четвёртый и последний совершил первый полёт в январе 2010 г.
747 LCF позволяет сократить время доставки с 30 дней до одного дня. Объём грузового отсека LCF втрое превышает этот показатель у модификации 747-400F. LCF не является коммерческой моделью компании Boeing и не будет предлагаться к продаже. Самолёты LCF предназначены исключительно для использования компанией Boeing.

### Правительственные, военные и прочие варианты
- C-33: Предлагаемая военно-транспортная модификация 747-400, призванная дополнить авиапарк самолётов C-17. C-33 имеет меньшую стоимость и большую дальность, однако не может использовать неподготовленные ВПП и перевозить крупногабаритные военные грузы. Он также имеет большую стоимость обслуживания. Проект закрыт — вместо этого правительство США планирует закупить дополнительные C-17[39].
- YAL-1: «Носитель лазерного оружия» на базе 747-400F для ВВС США. Самолёт был значительно доработан для установки носовой турели химического кислородно-йодного лазера.
- Cosmic Girl - самолёт-носитель для системы воздушного старта LauncherOne компании Virgin Galactic.

## Эксплуатанты

### Коммерческие авиакомпании

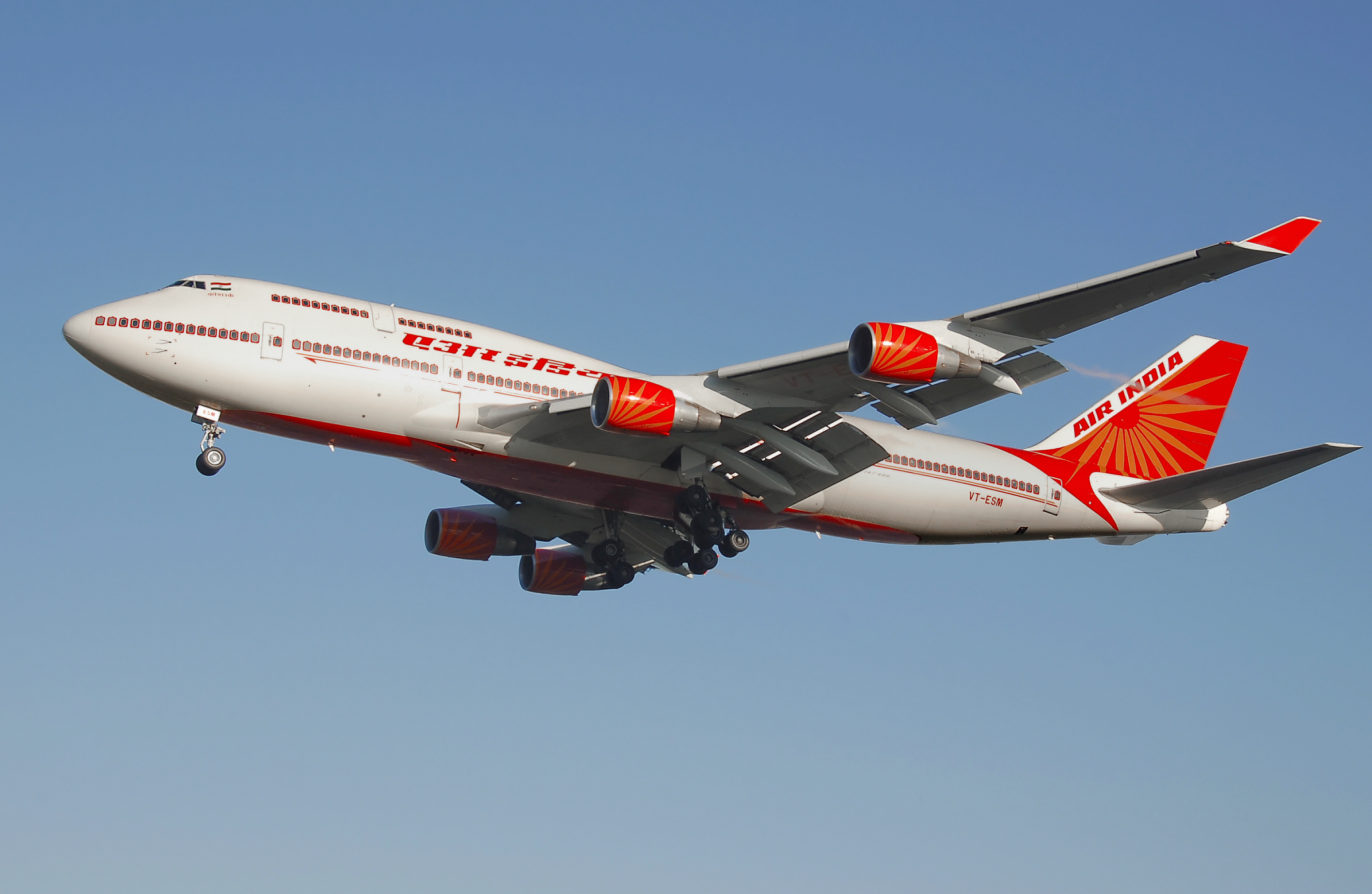
747-400 Konark Air India

747-400 All Nippon Airways, раскрашенный покемонами

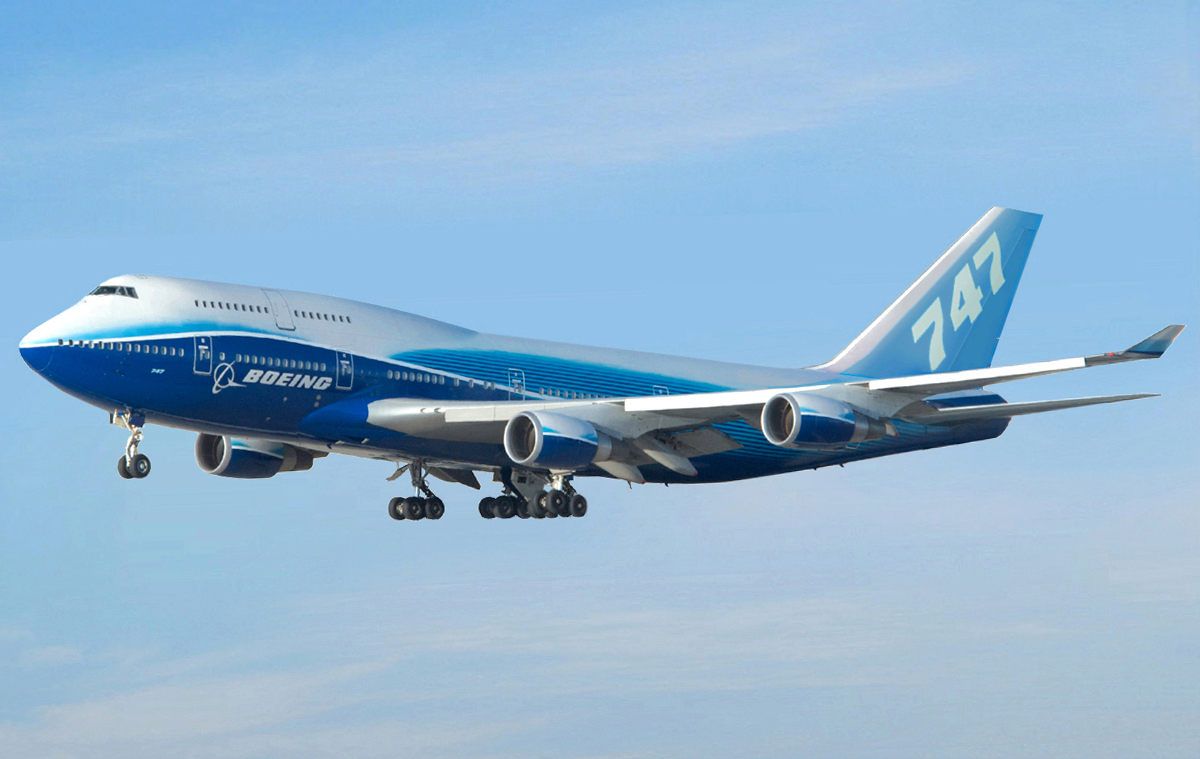
Boeing 747-400 в фирменной раскраске «Boeing»

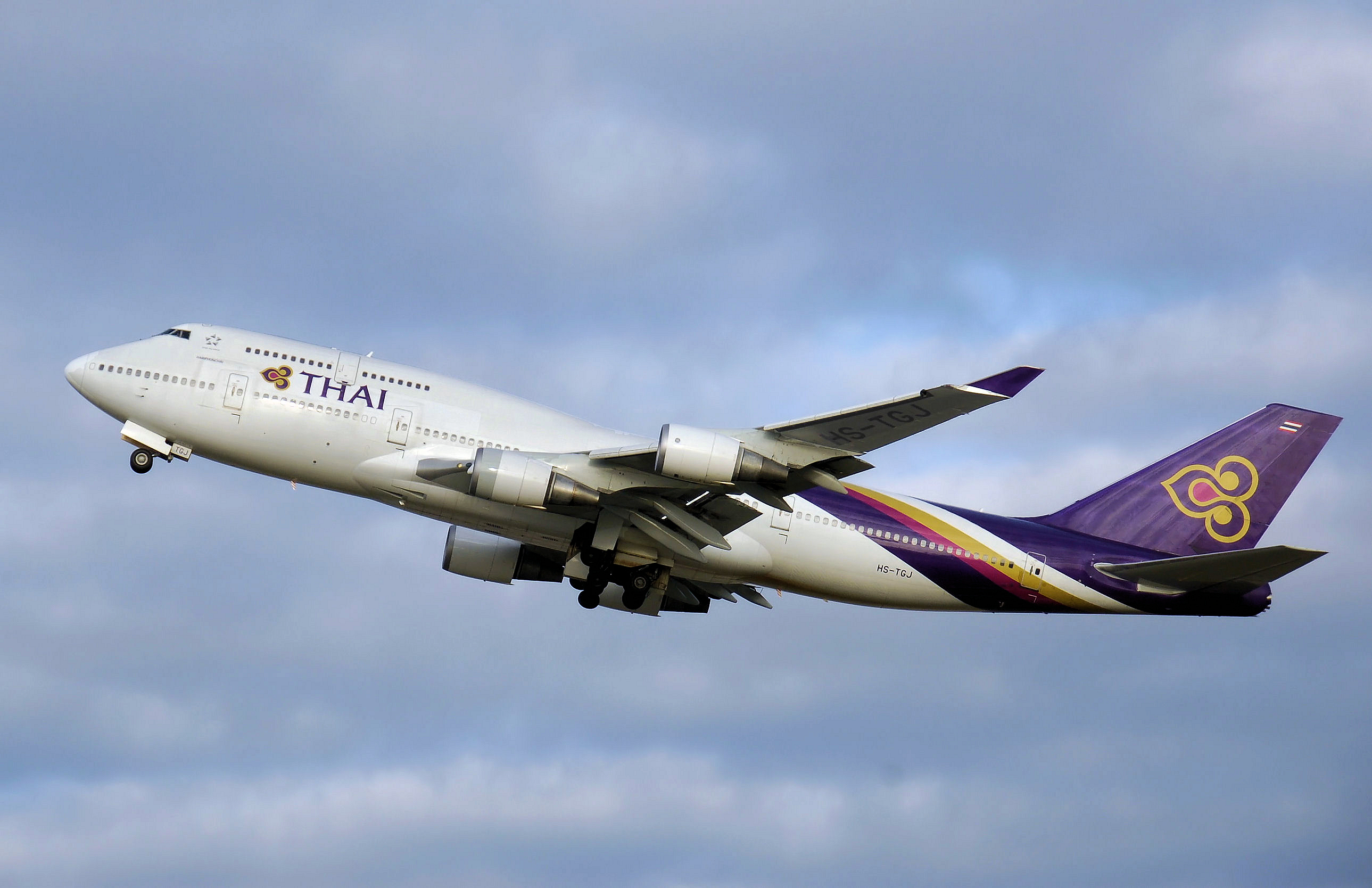
747-400 Thai Airways International

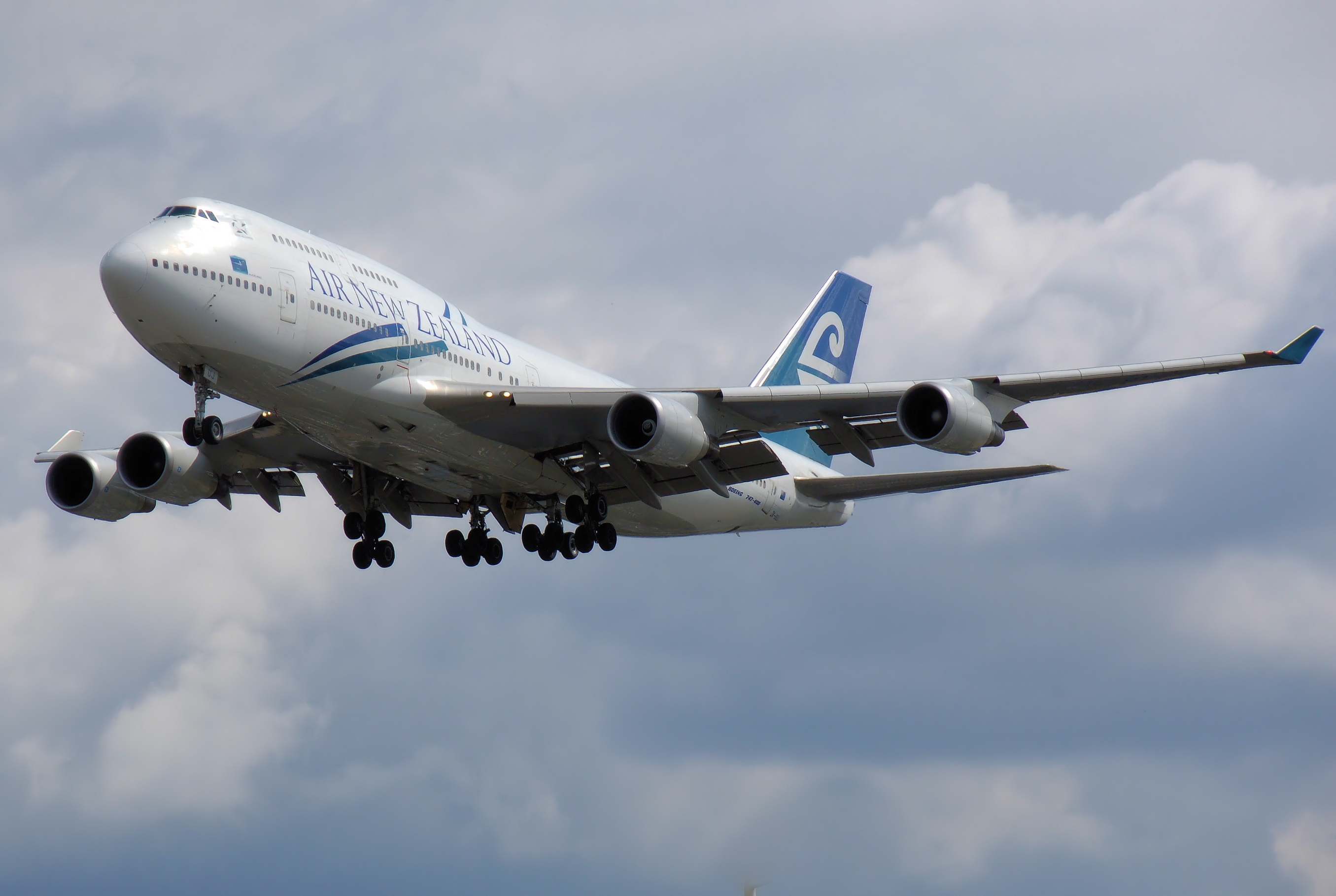
747-400 Air New Zealand

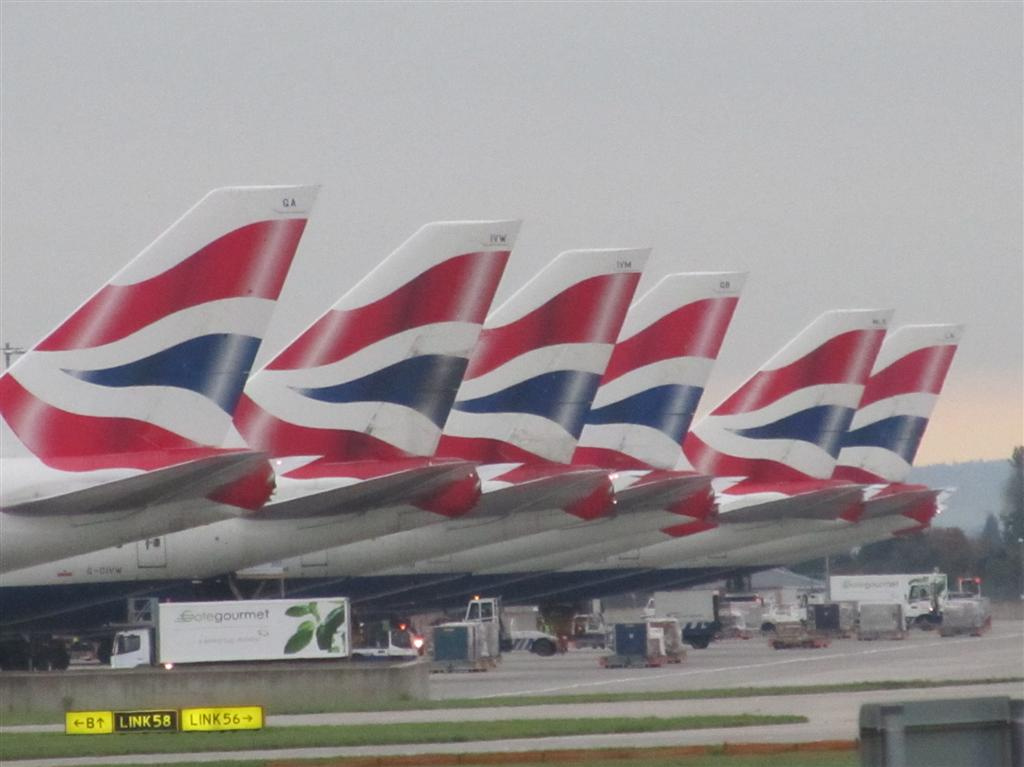
Хвостовые стабилизаторы 747-400 British Airways

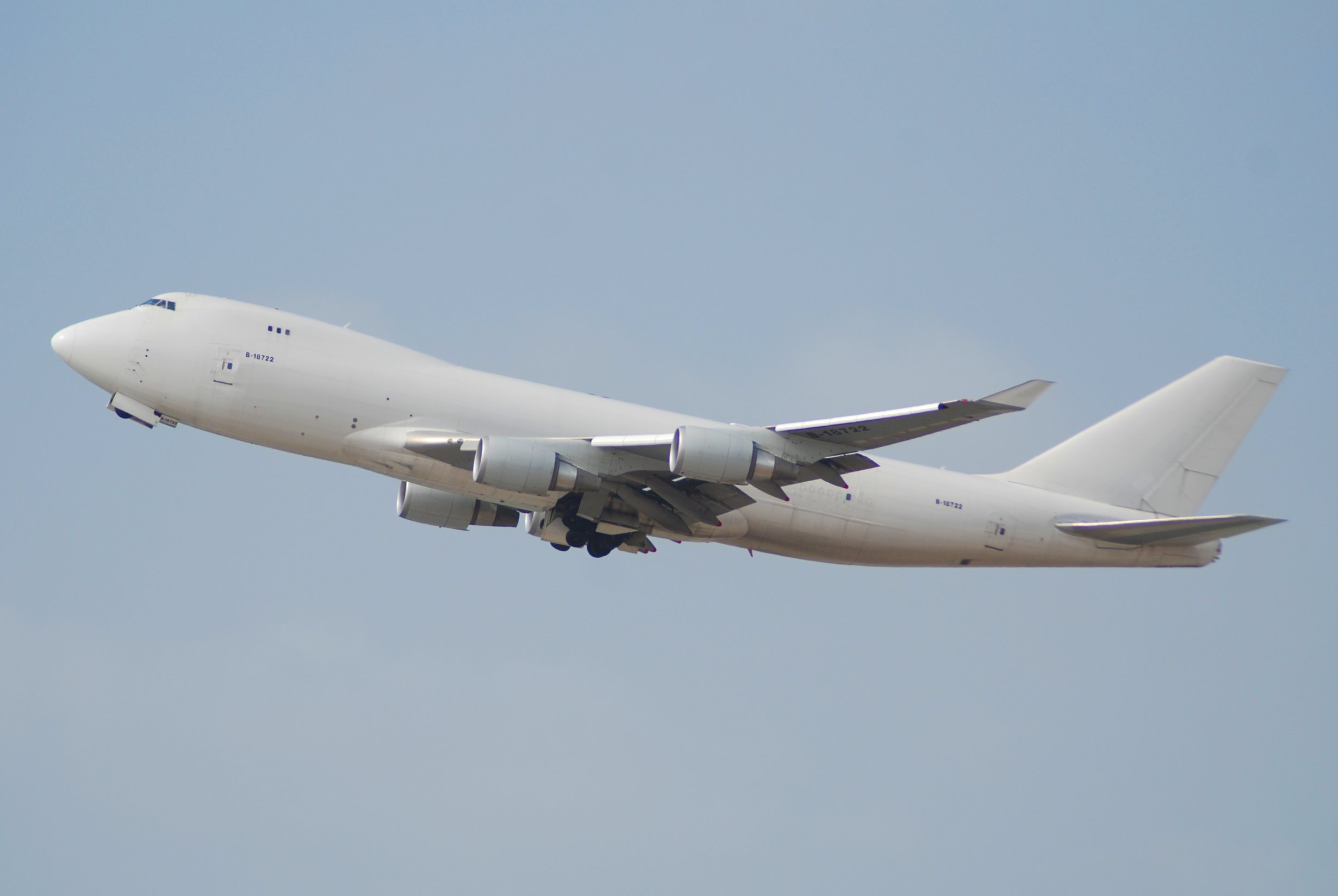
747-400F China Airlines Cargo в заводской грунтовке

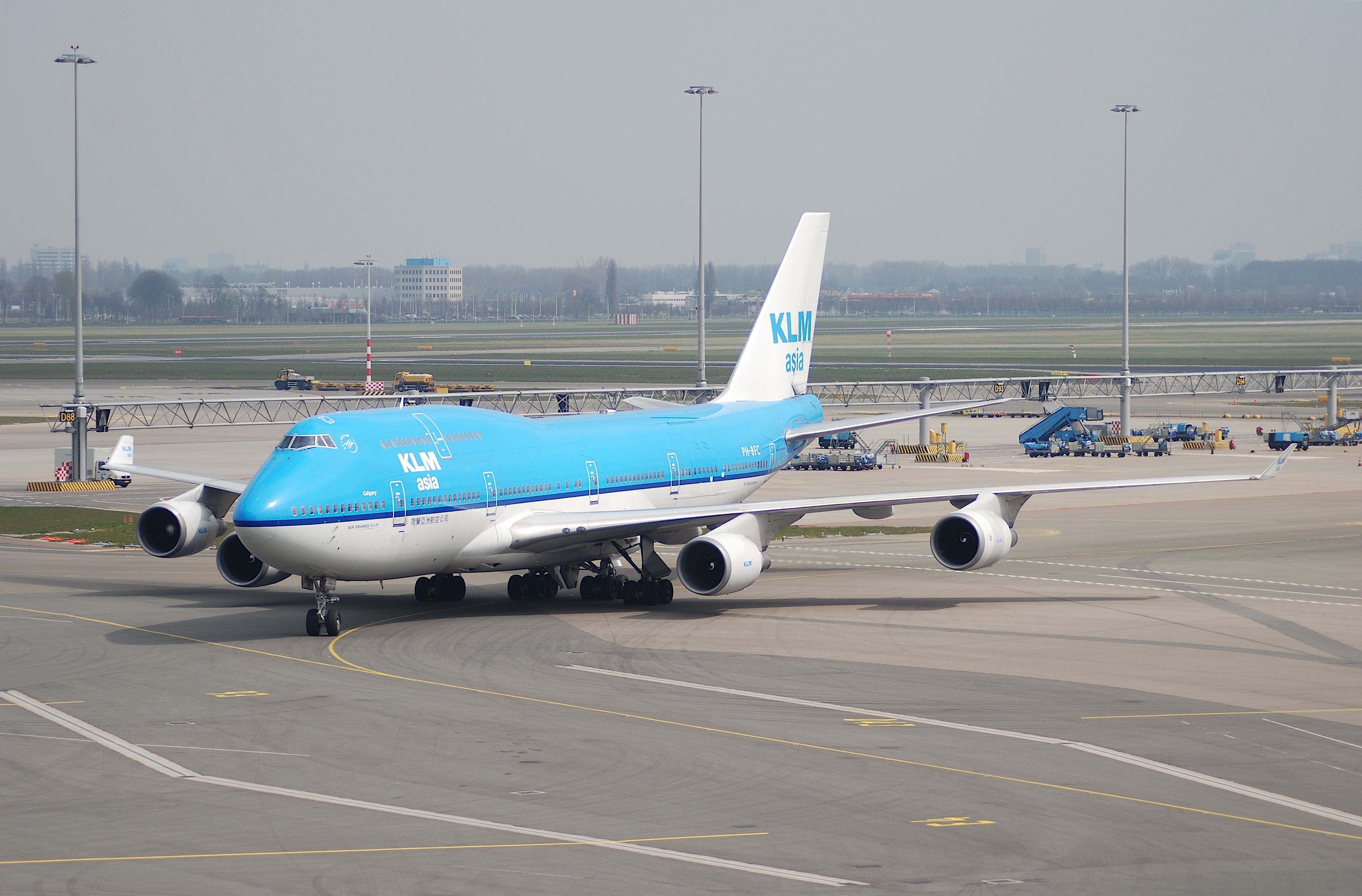
747-400 KLM

На ноябрь 2018 года 386 Boeing 747-400 различных модификаций находится в эксплуатации у следующих авиакомпаний:
- Air Atlanta Icelandic (12)
- Air China (3)
- Air China Cargo (3)
- Air Hong Kong (1)
- AirBridgeCargo (7)
- Asiana Airlines (13)
- ASL Airlines Belgium (5)
- Astral Aviation (2)
- Atlas Air (27)
- Cargo Air Lines (3)
- CargoLogicAir (2)
- Cargolux (12)
- Cargolux Italia[англ.] (4)
- Cathay Pacific (6)
- Centurion Air Cargo[англ.] (1)
- China Airlines (22)
- China Cargo Airlines (3)
- China Southern Airlines (2)
- Corsair International (3)
- EVA Air (3)
- Global SuperTanker Services (1)
- Iraqi Airways (2)
- Kabo Air (1)
- Kalitta Air (22)
- KLM (15)
- Korean Air (7)
- Kuwait Airways (1)
- Lion Air (1)
- Lufthansa (13)
- Magma Aviation (2)
- Martinair (1)
- Max Air[англ.] (4)
- National Airlines (2)
- Nippon Cargo Airlines (3)
- Polar Air Cargo (8)
- Россия (9)
- Royal Air Maroc (1)
- Rubystar Airways (1)
- Saudi Arabian Airlines (12)
- Silk Way West Airlines (2)
- Singapore Airlines Cargo (7)
- Sky Gates Airlines (2)
- Sky Lease Cargo (2)
- Suparna Airlines (4)
- SW Italia (2)
- Thai Airways International (8)
- UPS Airlines (13)
- Virgin Galactic (1)
- Western Global Airlines (2)

### Прочие эксплуатанты
- Bahrain Amiri Flight[41]
- Bahrain Royal Flight[42]
- Компания Boeing – в модификации Boeing 747LCF «Dreamlifter»
- Президент Соединённых штатов Америки
- Правительство Брунея[43]
- Dubai Royal Air Wing[англ.][44]
- Kingdom Aircraft Leasing[45]
- Boeing 747-400M эмира Кувейта в цветах и под управлением Kuwait Airways, может использоваться в коммерческой деятельности авиакомпании[46]
- Правительство Марокко [47]
- Royal Flight of Oman[48]
- Правительство Саудовской Аравии[49]
- Правительство Южной Кореи[50]
- Воздушные силы самообороны Японии[51]

## Сравнение с похожими самолётами
Источники: Boeing, Airbus.
По сравнению с аналогами, Boeing 747-400 является самым коротким, однако при этом самым тяжёлым и вместительным за счёт более широкого фюзеляжа. При этом он имеет наименьшую из них дальность и наибольший запас топлива.
В секторе грузовых самолётов Boeing 747-400F и BCF проигрывают конкурентам (MD-11F, Boeing 777-200F) по таким параметрам, как:
- Стоимость полной заправки топливом.
- Стоимость наземного и диспетчерского обслуживания.
- Расходы на рейс «туда-обратно».

Однако они превосходят конкурентов по следующим параметрам:
- Скорость и, соответственно, количество блок-часов на рейс.
- Грузоподъёмность, объём и масса перевозимого груза.
- Уровень рентабельной загрузки.

| Модель                                                 | MD-11F                             | B747-400BCF                        | B777-200LRF                        | 747-400F                           | 747-200F                           | 747-8F                             |
| ------------------------------------------------------ | ---------------------------------- | ---------------------------------- | ---------------------------------- | ---------------------------------- | ---------------------------------- | ---------------------------------- |
| Выручка ($/кг) Рейс «обратно» Рейс «туда»              | $1.24 $4.20                        | $1.24 $4.20                        | $1.24 $4.20                        | $1.24 $4.20                        | $1.24 $4.20                        | $1.24 $4.20                        |
| Ставка ACMI($/БЧ) БЧ/Рейс «туда-обратно»               | $5 600 27,5                        | $5 550 25,3                        | $7 400 25,6                        | $6 300 25,4                        | $4 200 27,1                        | $8 400 25,1                        |
| ACMI Топливо $2,84/галлон Сборы Расходы «туда-обратно» | $153 832 $186 470 $73 730 $414 032 | $140 249 $231 840 $81 154 $453 243 | $189 514 $167 356 $76 577 $433 447 | $159 768 $224 777 $82 491 $467 036 | $113 862 $285 545 $88 020 $487 427 | $211 092 $218 790 $89 553 $519 435 |
| Стоимость ($/т-км)                                     | $0,245                             | $0,232                             | $0,234                             | $0,231                             | $0,235                             | $0,212                             |
| Рентабельная загрузка                                  | 68,8 %                             | 60,6 %                             | 64,0 %                             | 60,8 %                             | 63,9 %                             | 55,5 %                             |
| Загрузка «туда-обратно», т:                            | 153                                | 183                                | 175                                | 191                                | 188                                | 231                                |
| Потенциальная прибыльность                             | 48                                 | 72                                 | 63                                 | 75                                 | 68                                 | 103                                |
| Рентабельность, т                                      | 105                                | 111                                | 112                                | 116                                | 120                                | 128                                |

Источник: ИАТА
Вследствие этого, Boeing 747-400F и BCF превосходят конкурентов по потенциальной прибыльности перевозок.
При сравнении с самолётами той же модели других модификаций Boeing 747-8 выигрывает у Boeing 747-400 по рентабельности перевозок и массе перевозимого груза, а Boeing 747-200F незначительно отстаёт по этим параметрам от него.

## Лётно-технические характеристики
| Модель                                      | 747-400                                               | 747-400ER                                             | 747-400F                                                                                          | 747-400ERF                                                                                        |
| ------------------------------------------- | ----------------------------------------------------- | ----------------------------------------------------- | ------------------------------------------------------------------------------------------------- | ------------------------------------------------------------------------------------------------- |
| Экипаж                                      | Два пилота                                            | Два пилота                                            | Два пилота                                                                                        | Два пилота                                                                                        |
| Пассажировместимость или Грузоподъёмность   | 416 (3 класса) или 524 (2 класса) 624 (400D, 1 класс) | 416 (3 класса) или 524 (2 класса) 624 (400D, 1 класс) | Основная палуба: 30 поддонов Нижняя палуба: 32 контейнера LD-1 Макс. грузоподъёмность: 112 630 кг | Основная палуба: 30 поддонов Нижняя палуба: 32 контейнера LD-1 Макс. грузоподъёмность: 112 760 кг |
| Длина                                       | 70,6 м                                                | 70,6 м                                                | 70,6 м                                                                                            | 70,6 м                                                                                            |
| Размах крыльев                              | 64,4 м                                                | 64,4 м                                                | 64,4 м                                                                                            | 64,4 м                                                                                            |
| Площадь крыла                               | 560 м²                                                | 560 м²                                                | 560 м²                                                                                            | 560 м²                                                                                            |
| Удлинение                                   | 7,4                                                   | 7,4                                                   | 7,4                                                                                               | 7,4                                                                                               |
| Высота                                      | 19,4 м                                                | 19,4 м                                                | 19,4 м                                                                                            | 19,4 м                                                                                            |
| Эксплуатационная масса пустого самолёта     | 178 800 кг                                            | 184 570кг                                             | 178 800 кг                                                                                        | 184 570 кг                                                                                        |
| Максимальный взлётный вес                   | 396 890 кг                                            | 412 775 кг                                            | 396 890 кг                                                                                        | 412 775 кг                                                                                        |
| Крейсерская скорость на высоте 10 700 м     | 912 км/ч                                              | 917 км/ч                                              | 908 км/ч                                                                                          | 908 км/ч                                                                                          |
| Максимальная скорость на высоте 10 700 м    | 988 км/ч                                              | 988 км/ч                                              | 988 км/ч                                                                                          | 988 км/ч                                                                                          |
| Разбег (максимальный взлётный вес, SL, ISA) | (3018 м)                                              | (3090 м)                                              | (3018 м)                                                                                          |                                                                                                   |
| Максимальная дальность                      | 13 450 км                                             | 14 205 км                                             | 8230 км                                                                                           | 9200 км                                                                                           |
| Максимальный запас топлива                  | 216 840 л                                             | 241 140 л                                             | 216 840 л                                                                                         | 216 840 л                                                                                         |
| Двигатели (x 4)                             | PW 4062 GE CF6-80C2B5F RR RB211-524H                  | PW 4062 GE CF6-80C2B5F                                | PW 4062 GE CF6-80C2B5F RR RB211-524H                                                              | PW 4062 GE CF6-80C2B5F                                                                            |
| Тяга двигателей (x 4)                       | 282 кН PW 276 кН GE 265 кН RR                         | 282 кН PW 276 кН GE                                   | 282 кН PW 276 кН GE 265 кН RR                                                                     | 282 кН PW 276 кН GE                                                                               |

Источники: Технические характеристики 747-400, Схема размещения 747-400/-400ER на перроне, Peter Gilchrist.

## Аварии и катастрофы
За всю историю эксплуатации Boeing 747-400 в результате авиакатастроф было потеряно 7 самолётов — 3 грузовых и 4 пассажирских. В ходе этих происшествий погибло 134 человека. Три самолёта были выведены из строя без человеческих жертв.
| Дата       | Бортовой номер | Место происшествия | Жертвы | Краткое описание |
| ---------- | -------------- | ------------------ | ------ | --- |
| 04.11.1993 | B-165          | Гонконг            | 0/296  | Приземлился в 640 метрах от торца ВПП при боковом ветре 20 узлов (с порывами до 38). В сочетании с отключённой системой автоматического торможения и убранными воздушными тормозами, ручное торможение и реверс тяги оказались недостаточными для предотвращения скатывания самолёта в бухту Виктория. Никто серьёзно не пострадал, однако это был первый случай потери самолёта модели 747-400. |
| 05.08.1998 | HL7496         | Сеул               | 0/395  | Грубая посадка, выкатывание за пределы ВПП. После ремонта вернулся в эксплуатацию. |
| 23.07.1999 | JA8966         | Токио              | 1/517  | Был захвачен во время рейса. Захватчик убил пилота, но другим членам экипажа удалось связать его, и самолёт смог благополучно вернуться в аэропорт вылета. |
| 31.10.2000 | 9V-SPK         | Тайбэй             | 83/179 | Из-за ошибки экипажа врезался в строительную технику во время попытки взлёта с закрытой ВПП, загорелся и разрушился. |
| 31.01.2001 | JA8904         | Залив Суруга       | 0/427  | Едва избежал столкновения с самолётом McDonnell Douglas DC-10 той же авиакомпании Japan Airlines. Пилоты 747-го неожиданно резко снизились и прошли очень близко к приближавшемуся DC-10. |
| 01.03.2002 | G-BNLD         | Паркс              | 0/290  | Катастрофический отказ двигателя № 3. |
| 12.03.2003 | 9V-SMT         | Окленд             | 0/389  | Сильно ударился хвостом о ВПП во время взлёта, что вызвало значительные повреждения хвостовой секции авиалайнера. Самолёт благополучно вернулся в аэропорт отправления. |
| 25.07.2008 | VH-OJK         | Манила             | 0/365  | Произвёл аварийную посадку с пробоиной в фюзеляже впереди правого крыла. Никто не пострадал. После исключения терроризма в качестве причины происшествия власти рассмотрели возможность взрыва одного из баллонов системы аварийной подачи кислорода. В отчёте Австралийского бюро безопасности на транспорте эта версия была подтверждена в качестве причины происшествия.                      |
| 21.01.2010 | LX-OCV         | Люксембург         | 0/3    | Грузовой рейс. Во время посадки столкнулся с автомобилем. Автомобиль получил значительные повреждения, его водитель был ранен, у самолёта было повреждено колесо шасси. Было проведено 3 расследования. |
| 03.09.2010 | N571UP         | Дубай              | 2/2    | Грузовой рейс. На борту самолёта неожиданно начался пожар. Из-за сильного задымления в кабине экипаж не мог видеть приборы. При попытке аварийной посадки рухнул на землю. |
| 28.07.2011 | HL7604         | Чеджудо            | 2/2    | Грузовой рейс. Через час после взлёта произошло воспламенение огнеопасного груза. |
| 29.04.2013 | N949CA         | Баграм             | 7/7    | Грузовой рейс. Разбился через несколько секунд после взлёта из-за смещения груза, нарушения центровки и потери управления. |
| 29.12.2014 | G-VROM         | Лондон             | 0/465  | После взлёта экипаж не смог убрать шасси. При аварийной посадке самолёт развернуло вправо поскольку правая основная стойка шасси не выпустилась полностью. |
| 16.01.2017 | TC-MCL         | Бишкек             | 35+4/4 | Грузовой рейс. При заходе на посадку упал на дачный посёлок Дача-Су в 1 километре от ВПП из-за ошибок экипажа. |
| 07.11.2018 | N908AR         | Галифакс           | 0/4    | Грузовой рейс. После посадки выкатился за пределы ВПП и разломился на две части. |
| 23.11.2020 | ?              | Кастельон          | 0/0    | Борт находился на хранении. Загорелся в аэропорту. |